# Concession américaine de Shanghai
1848 – 21 septembre 1863
Entités précédentes :
- Empire de Chine

Entités suivantes :
- Concession internationale de Shanghai

La Concession américaine de Shanghai, (chinois : 上海美租界 ; pinyin : shànghǎi měizujiè), est une concession crée en 1848 à Shanghai et qui fusionna avec la concession britannique de Shanghai (上海英租界), pour devenir la Concession internationale de Shanghai en 1863.

## Contexte historique
L'Empire britannique est le premier à obtenir, en 1843, une concession à Shanghai, à la suite des traités inégaux de Nankin (1842), puis de Bogue (1843), suivant la fin de la guerre de l'opium, où les chinois de la Dynastie Qing avaient brûlé l'opium importé de force par les occidentaux en Chine. Les États-Unis suivent de peu avec le Traité de Wanghia, signé dans la concession portugaise de Macao, qui reprend les principes des deux traités sino-britanniques et y fait quelques ajustements. Il obtint alors la concession de Shanghai.
Celle-ci s'étend sur la rive gauche du fleuve Huangpu sur une distance de plus de 7 km en aval du point de confluence avec la rivière Suzhou, laquelle marque la limite avec la concession britannique.

## Période de la concession
Le Columbia Country Club Camp (en) était un club récréatif du temps de la concession, il fut utilisé par les Américains pendant la Seconde Guerre mondiale comme camp d'internement.